# جزیره ژوان دو نوا
ژان دو نوا (به فرانسوی: Juan de Nova Island) نیز یکی دیگر از جزایری است که به نام «سنت کریستوف» Saint-Christophe نیز شناخته می‌شود و حدود ۴٫۴ کیلومتر مربع وسعت دارد؛ جزیره‌ای حاره‌ای، هموار و پست و کم ارتفاع می‌باشد.
در تنگ‌ترین قسمت از کانال موزامبیک واقع است و در بین ماداگاسکار و موزامبیک قرار دارد. این جزیره از نظر سیاسی و اداری بخشی از جزایر پراکنده جنوبی فرانسه در اقیانوس هند است. این جزیره به همراه منطقه انحصاری اقتصادی آن، در حدود ۶۱۰۵۰ کیلومتری و مورد ادعای ماداگاسکار نیز می‌باشد. این جزیره توسط جزیره رئونیون فرانسه از نظر نظامی اداره می‌شود و دارای ایستگاه هوایی می‌باشد.
نام جزیره از نام João da Nova، کاشف پرتغالی آن که در سده ۱۵ میلادی می‌زیسته گرفته شده‌است

## جستارهای ویژه
سرزمین‌های جنوبی و جنوبگانی فرانسه